# Дарбр
Дарбр (фр. и окс. Darbres) — коммуна во Франции, находится в регионе Рона — Альпы. Департамент коммуны — Ардеш. Входит в состав кантона Вильнёв-де-Бер. Округ коммуны — Ларжантьер.
Код INSEE коммуны — 07077.

## Население
Население коммуны на 2008 год составляло 250 человек.
| 1962 | 1968 | 1975 | 1982 | 1990 | 1999 | 2008 |
| ---- | ---- | ---- | ---- | ---- | ---- | ---- |
| 146  | 190  | 190  | 168  | 213  | 212  | 250  |

## Экономика
В 2007 году среди 156 человек в трудоспособном возрасте (15—64 лет) 114 были экономически активными, 42 — неактивными (показатель активности — 73,1 %, в 1999 году было 67,2 %). Из 114 активных работали 100 человек (55 мужчин и 45 женщин), безработных было 14 (6 мужчин и 8 женщин). Среди 42 неактивных 12 человек были учениками или студентами, 15 — пенсионерами, 15 были неактивными по другим причинам.

## Фотогалерея

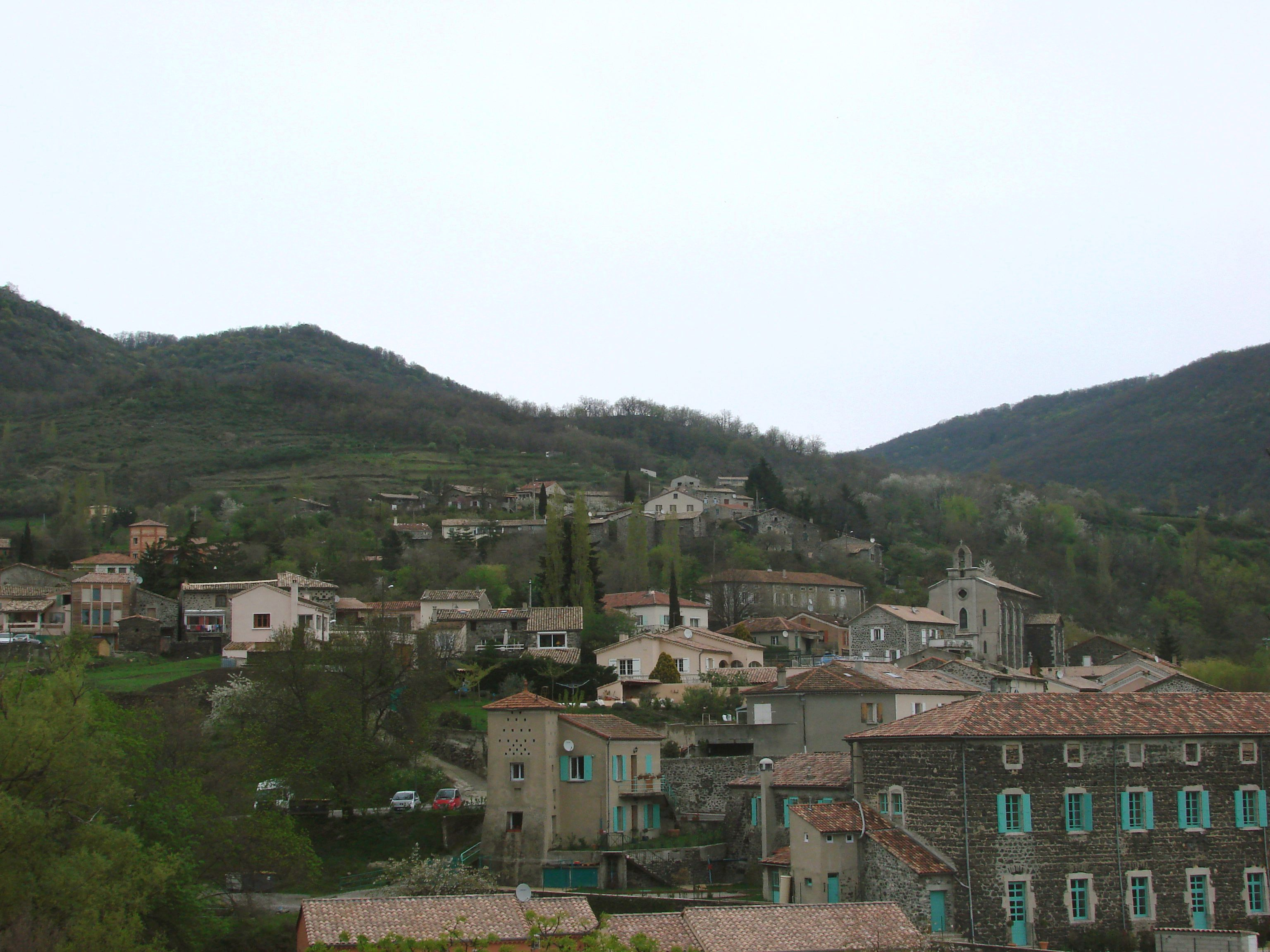
Дарбр
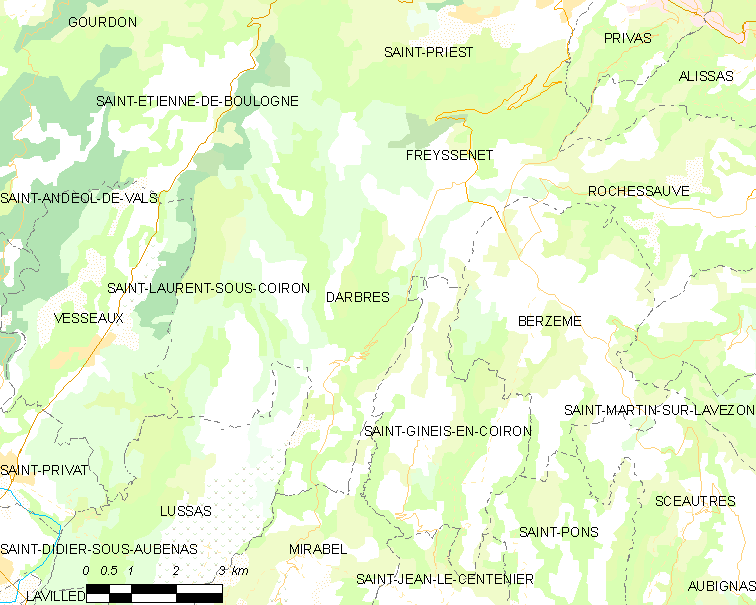
Карта коммуны